# Porajnje-Falačka
Porajnje-Falačka (njem. Rheinland-Pfalz) savezna je pokrajina u zapadnom dijelu Njemačke. Glavni grad je Mainz. Zauzima površinu od 19.846 km2 i ima oko četiri milijuna stanovnika. Formirana je na području povijesne pokrajine Falačke koja je u prošlosti bila teritorij franačkih Salijaca.

## Zemljopis
Pokrajina obuhvaća 19.847 km2 i sastoji se većinom od šumovitog sredogorja između 400 i 600 m n.v. ispresijecano rijekama Mosel i Lahn. Na jugu zemlje nalazi se šumovito gorje Haardt, a jugoistočnu granicu čini Rajna i njezina plodna dolina, uz koju se proteže praporni ravnjak.

## Povijest
Falačka je 1214. godine prešla u posjed bavarske dinastije Wittelsbach i ostala je ujedinjena s Bavarskom do 1329. godine. Poslije širenja teritorija uslijedila je podjela na Gornju Falačku i Donju ili Porajnsku Falačku.
Godine 1329. Falačka je odijeljena od Bavarske i od tada njome upravlja falačka grana obitelji Wittelsbach. Falački su vladari 1356. uzdignuti na čast izbornih knezova. Vladar Falačke Fridrik V. (1596. – 1632.) prihvatio je 1619. češku krunu i sukobio se s carem Ferdinandom II. Habsburškim.
Vestfalskim mirom 1648. godine Gornja Falačka je pripala Bavarskoj, dok je Donja Falačka dodijeljena Karlu Ludoviku, sinu Fridrika V. Falačkog.
Nakon mira u Campoformiju 1797. teritorij je pripojen Francuskoj da bi odlukom Bečkog kongresa (1814. – 1815.) područje bilo dodijeljeno njemačkim zemljama. Odlukom Versaillesog mira 1918. godine je izdvojena iz sastava Bavarske i postala dio demilitarizirane zone koja je do 1930. bila pod nadzorom savezničkih trupa. Savezna pokrajina Porajnje-Falačka osnovana je 1947. godine.